# Elba Facula
L'Elba Facula è una struttura geologica della superficie di Titano.